# Retrô Futebol Clube Brasil
O Retrô Futebol Clube Brasil, mais conhecido como Retrô, é um clube de futebol brasileiro fundado em 15 de fevereiro de 2016 na cidade de Camaragibe, no estado de Pernambuco.

## História
O Retrô foi fundado no ano de 2016, com a ideia de ser um clube formador, sendo considerado como clube "milionário", já que o time tem um dos maiores centros de treinamento da região Nordeste, lugar onde foi ponto de treinamento da Seleção Brasileira Sub-18 e da equipe do CSA.
A profissionalização do Retrô se iniciou no ano de 2019, quando no mesmo ano a equipe disputou o Campeonato Pernambucano Série A2. A primeira partida profissional do Retrô foi contra a equipe do Vera Cruz, onde ocorreu um empate de 0 a 0. O Retrô chegou até a final do torneio, perdendo para a Decisão Sertânia, mas conseguindo o acesso ao Campeonato Pernambucano.
Em sua estreia no Campeonato Pernambucano em 2020, o time terminou em 5º colocado na tabela de classificação geral, sendo suficiente para o clube disputar o Campeonato Brasileiro Série D de 2021.
O clube também conseguiu disputar a Copa do Brasil de 2021, em que foi eliminado na segunda fase pelo Corinthians em uma disputa de pênaltis.
O Retrô chegou a duas finais consecutivas do Campeonato Pernambucano, em 2022 e 2023, perdendo-as para o Naútico e o Sport, respectivamente.
Em 2024, após uma campanha razoável no Campeonato Pernambucano e na Série D, o clube conquista o acesso inédito para a Série C do Campeonato Brasileiro.
Após ficar na segunda colocação na primeira fase da Série D, o clube se classifica nos pênaltis após dois empates contra o América de Natal. Na fase seguinte, o clube pernambucano enfrentou o Manauara. Após uma vitória por 2 a 0 em casa, o Retrô perde na volta pelo mesmo placar, se classificando para as quartas de final na disputa de pênaltis. Nas quartas de final, o Retrô enfrentou o Brasiliense, valendo o acesso para a Série C. No jogo de ida, a fênix conquistou a vitória na Arena de Pernambuco com gol de Franklin Mascote, e após a derrota no Serejão pelo mesmo placar, conquista a vaga para as semifinais e o acesso para a Série C na disputa de pênaltis.
Agora, com o acesso garantido, o objetivo do clube era o título inédito da Série D do Campeonato Brasileiro. nas semifinais da competição, o Retrô enfrentou a equipe do Itabaiana. No jogo de ida na Arena de Pernambuco, a fênix foi derrotada por 1 a 0, mas conseguiu devolver o mesmo placar no jogo da volta na casa do adversário, na então disputas de pênaltis a equipe do Retrô levou a melhor novamente e avançou para final da competição.
Na final da competição, o Retrô enfrentou a equipe do Anápolis, ambos em busca de seus primeiros títulos nacionais da história. O primeiro jogo ocorreu no Estádio Jonas Duarte, onde o Anápolis venceu a partida por 2 a 1, com o gol da vitória no final do jogo feito por Breno Santos. No segundo jogo, realizado na Arena de Pernambuco, o Retrô conseguiu virar no placar agregado e venceu o Anápolis por 3 a 1, conquistando o título inédito da Série D do Campeonato Brasileiro.
Esse título deu ao estado de Pernambuco a honra de ser um dos únicos do país a ter um clube campeão de todas as divisões do Campeonato Brasileiro, e deu ao Retrô a honra de ser o quarto clube mais novo a ser campeão nacional.
Em 2025, pela Copa do Brasil, o Retrô eliminou na terceira fase o Fortaleza por 4 a 1 nos pênaltis, após empate de 2 a 2 no agregado, conseguindo uma classificação inédita para as oitavas de final da competição,  onde acabou sendo eliminado pelo Bahia após perder por 3 a 2 na Arena Fonte Nova e empatar sem gols na Arena de Pernambuco. 

## Títulos
| NACIONAIS | NACIONAIS                       | NACIONAIS | NACIONAIS  |
|           | Competição                      | Títulos   | Temporadas |
| --------- | ------------------------------- | --------- | ---------- |
|           | Campeonato Brasileiro - Série D | 1         | 2024       |

### Categorias de base
- Campeonato Pernambucano Sub-20 (1): 2023[29]
- Campeonato Pernambucano Sub-15 (3): 2020,[30] 2022,[31] 2023[32]

- Campeonato Pernambucano Sub-13 (1): 2021[33]
- Copa Pernambuco Sub-17 (1): 2024[34]

## Estatísticas

### Participações
|  | Participações em 2025 |

| Competição | Competição              | Temporadas | Melhor campanha                  | Estreia | Última | P | R |
| Pernambuco | Campeonato Pernambucano | 6          | Vice-campeão (2022, 2023 e 2025) | 2020    | 2025   |   | – |
| Pernambuco | Série A2                | 1          | Vice-campeão (2019)              | 2019    | 2019   | 1 | – |
|            | Copa do Nordeste        | 3          | 2ª fase (2024)                   | 2023    | 2025   |   |   |
| Brasil     | Série C                 | 1          | Estreia (2025)                   | 2025    | 2025   | – | – |
| Brasil     | Série D                 | 4          | Campeão (2024)                   | 2021    | 2024   | 1 |   |
| Brasil     | Copa do Brasil          | 4          | Oitavas de final (2025)          | 2021    | 2025   |   |   |

### Temporadas
Legenda:
| Campeão Vice-campeão Eliminado na semifinal. | Rebaixado à divisão inferior. Campeão e promovido à divisão superior Promovido à divisão superior. |